# Dornbirner Eishockey Club
Il Dornbirner Eishockey Club è una squadra di hockey su ghiaccio con sede nella città austriaca di Dornbirn che dalla stagione 2011-2012 al campionato 2021-2022 ha militato nel massimo campionato austriaco della EBEL. Alla fine di quel campionato si è ritirato dall'attività professionistica. Il club giocava presso il Messestadion Dornbirn.

## Storia
Il club ha cambiato più volte denominazione nel corso della sua storia:
- EC Dornbirn (1992−200?)
- EC TRENDamin Dornbirn (200?−2005)
- EC-TREND Dornbirn (2005–2008)
- EC Dornbirn (2008–2009)
- EC hagn_leone Dornbirn (2009–2012)
- Dornbirner Eishockey Club (dal 2012)

## Palmarès

### Titoli nazionali
- Österreichische Eishockey-Nationalliga: 2

2007-2008, 2009-2010